# تاج‌الدین حسین خوارزمی

## زندگی‌نامه
حسین بن حسن خوارزمی از عارفان، نویسندگان و شاعران سده هشتم و نهم هجری است. وی اصالتاً از ماوراءالنهر بوده و به دلیل اقامت طولانی در خوارزم به خوارزمی شهرت یافت. وی از شاگردان ابوالوفا خوارزمی معروف به پیرفرشته بود و به راهنمایی او با مثنوی مولوی آشنا شد و به معانی آن پی برد. بدین واسطه در اطراف و اکناف پرآوازه شد. در حوادث زندگانی خوارزمی آورده‌اند که در زمان شاهرخ میرزا بعضی از فقهای حنفیه به سبب بیتی از اشعارش وی را تکفیر کردند و او را به هرات خواندند. وی توانست اعتراض مدعیان را پاسخ دهد و از آن بلیه رهایی یابد اما ازبکان او را رها نکردند تا سرانجام در سال ۸۴۰ق در خوارزم وی را به زخم تیغ از پای درآوردند.

## تشابه اسمی
آنچه دربارهٔ خوارزمی در تذکره‌ها و منابع مختلف آمده، نشان می‌دهد که شرح احوال وی با پدر و پسری به نام حسین خوارزمی که در سده نهم و دهم زندگی می‌کرده‌اند درآمیخته است. حسین خوارزمی پدر ملقب به کمال الدین از پیروان با نفوذ سلسله حسینیه همدانیه به‌شمار می‌آمده که در سال ۹۵۸ق درگذشته است. او شعر می‌سرود و صاحب رساله ای بود. در صحبت محمد خبوشانی مراحل طریقت را گذراند. دو تألیف مستقل در احوال، سیر و سلوک و مناقب وی تألیف شده‌است: یکی به وسیله کمال الدین محمود غجدوانی و دیگر توسط فرزندش شریف الدین حسین خوارزمی.
حسین خوارزمی پسر ملقب به شریف الدین است. وی فرزند بزرگ کمال الدین حسین خوارزمی است که بعد از پدر در سال ۹۵۸ق سلسله حسینیه همدانیه را در نواحی ماوراءالنهر سامان داد. از این حسین خوارزمی علاوه بر اشعاری که در تذکره‌ها آورده شده اثری به نام جادة العشاقین در دست است.
حسین بن حسن خوارزمی با کمال الدین حسین خوارزمی و شریف الدین حسین خوارزمی هیچ پیوندی ندارد. شماری از منابع متقدم و تحقیقات متاخر به این موضوع مهم توجه نکرده‌اند و القاب و احوال این سه حسین خوارزمی را به هم آمیخته‌اند. آنچه موجب شده شخصیت این سه با یکدیگر درآمیزد یکی تشابه آنان در نام و نشان است و دیگر آنکه هر سه تربیت عرفانی یافته‌اند و در این زمینه صاحب تالیفاتی بوده‌اند. ازجمله اشتباهاتی که بدین جهت در منابع راه پیدا کرده آن است که حسین بن حسن، را با لقب کمال الدین ملقب ساخته‌اند در حالی که کمال الدین لقب حسین خوارزمی پدر سات که ۱۱۸ سال بعد از او درگذشته است. گویا نخستین بار خواندمیر وی را به اشتباه کمال الدین خوانده و این موضوع در منابع دیگر تکرار شده‌است. نجیب مایل هروی با تاملاتی در مقدمه شرح خوارزمی بر فصوص الحکم نشان داده که حسین بن حسن ملقب به تاج الدین بوده‌است.

## آثار
- جواهر الاسرار و زواهرالانوار
- ینبوع الاسرار فی نصائح الابرار
- کنوزالحقایق فی رموزالدقایق
- المقصدالاقصی در ترجمه المستقصی
- شرح قصیده برده به فارسی
- ارشاد المریدین یا مندرجات ارشاد المریدین
- شرح فصوص الحکم